# سليمان تبة
سليمان تبة (بالفارسية: سلیمان‌تپه) هي منطقة سكنية تقع في قسم انجيرآب الريفي في إيران. يقدر عدد سكانها بـ 319 نسمة .